# Різаксай
Різакса́й, Резаксай (узб. Rezaksoy, Резаксой) — гірська річка в Папському районі Наманганської області Узбекистану. Уздовж її русла проходить ділянка автотраси міжнародного значення Ташкент - Андижан - Ош - Кашгар.

## Опис
Площа басейну Різаксай становить 75,46 км², а середня висота водозбору — 1947 м над рівнем моря. За оцінками, середня витрата води складає 0,528 м³/с, що забезпечує річний обсяг стоку в 16,6 млн м³. Середній модуль стоку становить 7,00 л/с·км², а шар стоку досягає 220 мм на рік. 
Різаксай — одна з небагатьох річок Узбекистану, що впадає у Ферганську долину. Вона бере початок на південно-західних схилах Курамінського хребта в Наманганській області. У верхів'ях річка відома під назвою Кучаласой, а після злиття з Айирмасою отримує ім’я Сумсарсой. Долина Різаксай вкрита дрібним гравієм і камінням, а русло річки має південно-східний напрямок течії з незначними вигинами. На її березі розташоване село Різак, а вздовж русла проходить міжнародна автомагістраль Ташкент — Андижан — Ош — Кашгар (А-373), яка перетинає річку, забезпечуючи зв’язок між важливими регіонами країни.Таким чином, Різаксай відіграє не лише природну, а й стратегічну роль, поєднуючи транспортну інфраструктуру з гідрологічною мережею регіону та сприяючи його соціально-економічному розвитку.
У минулому Різаксай був притокою річки Чадаксай, зливаючись з нею нижче селища Чадак на висоті близько 840 метрів. Сьогодні ж Різаксай не досягає свого водотоку, оскільки вода відводиться в Різаксайське водосховище для раціонального використання. Це водосховище регулює сезонний стік річки, забезпечуючи стабільність водних ресурсів регіону. Вздовж струмка також можна знайти рідкісний тюльпан Шаріпова (Гульбарра), що надає цій місцевості особливої природної краси.